# 라오스의 재외공관 목록

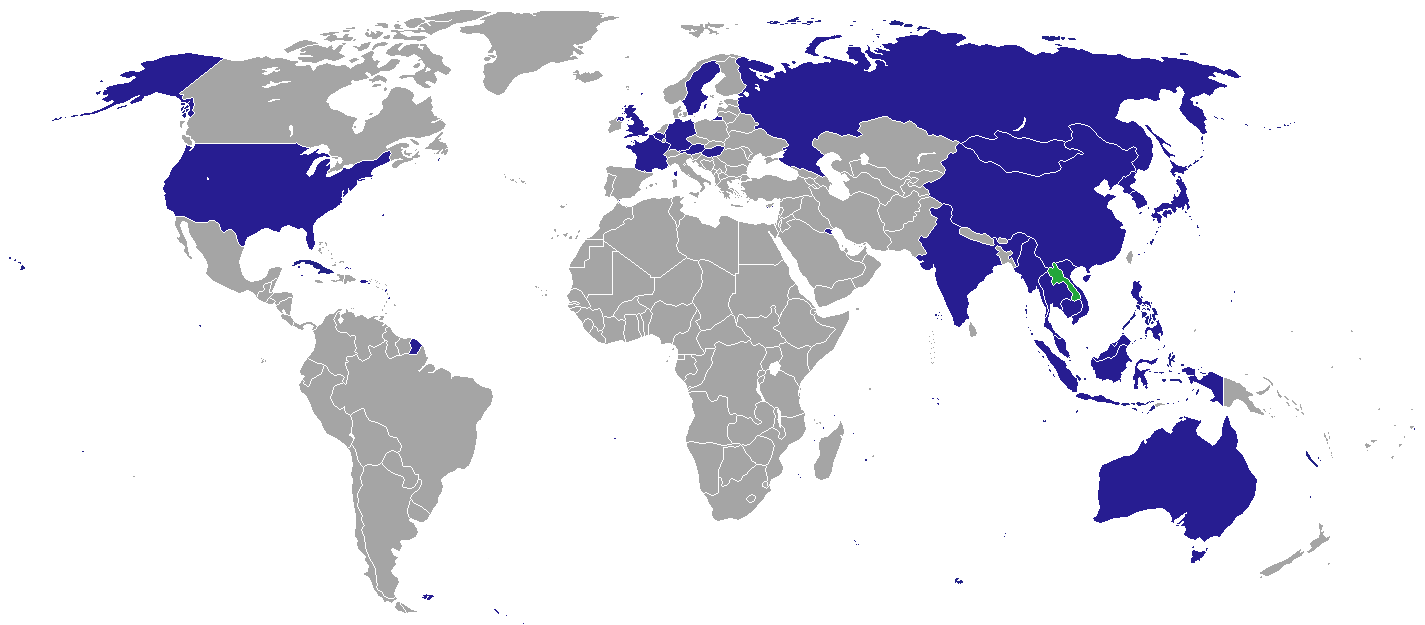
라오스의 재외공관

라오스의 재외공관 목록은 라오스 주재 대사관을 각국에 상주시켜 놓는 것을 의미하며, 라오스의 재외공관을 나열한 목록이다.

## 아메리카

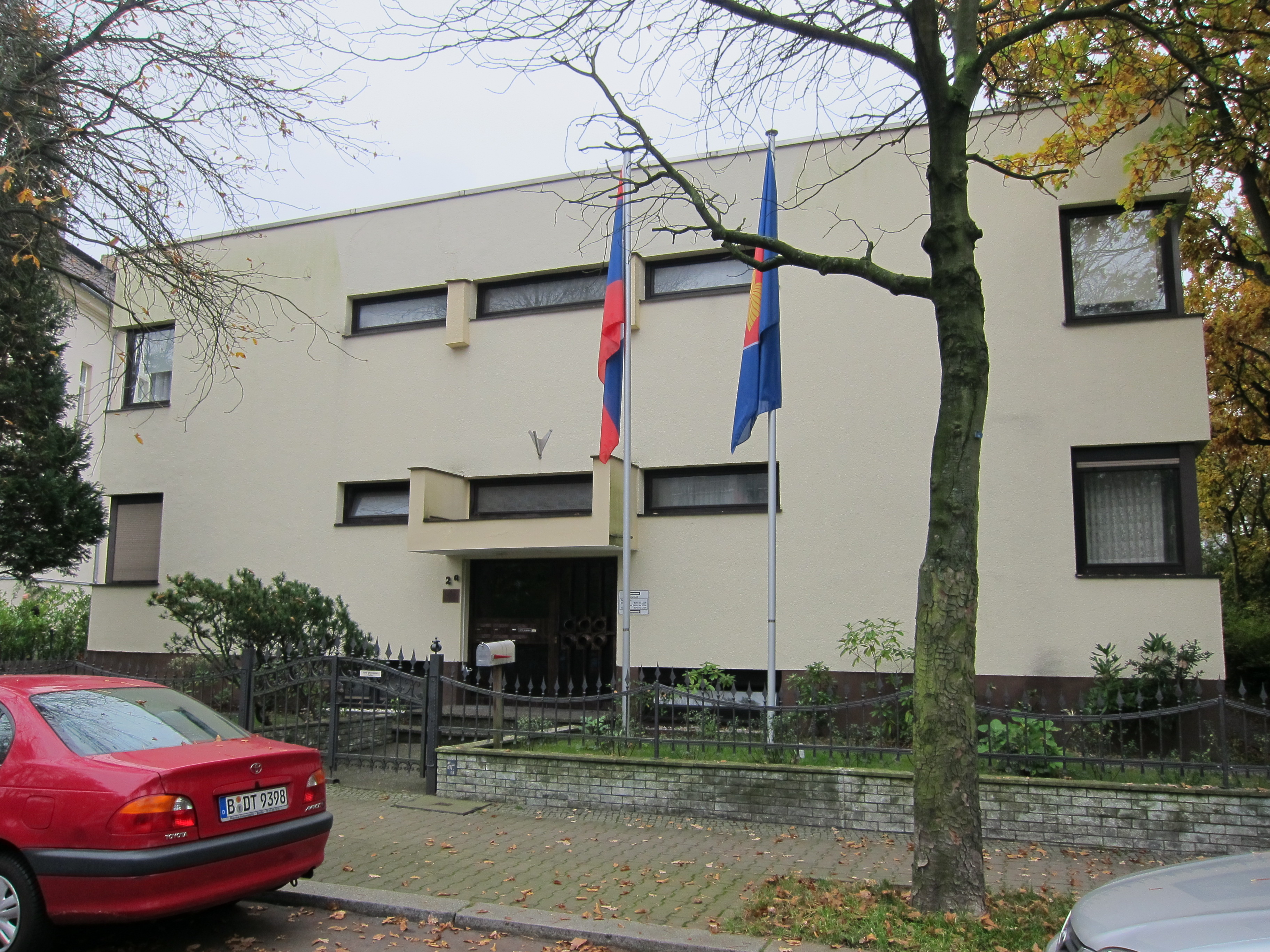
베를린 주재 라오스 대사관

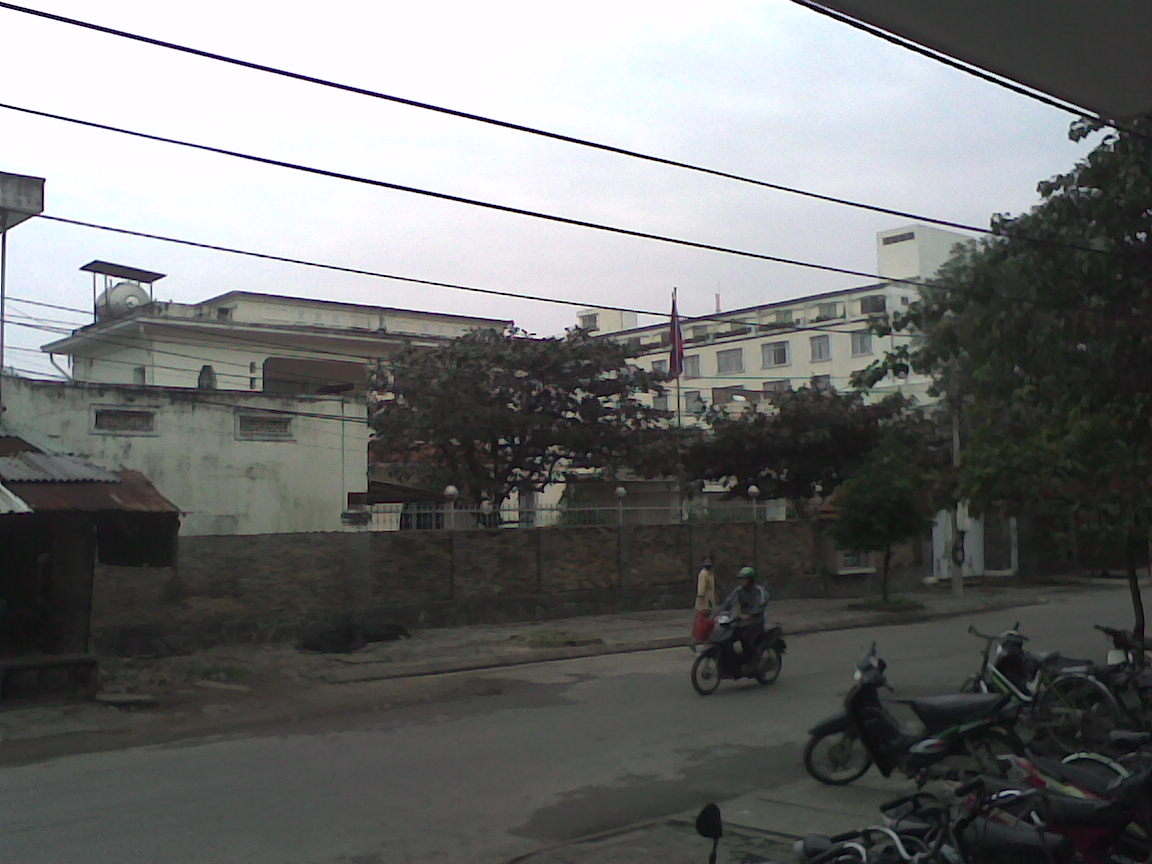
주 다낭 라오스 총영사관

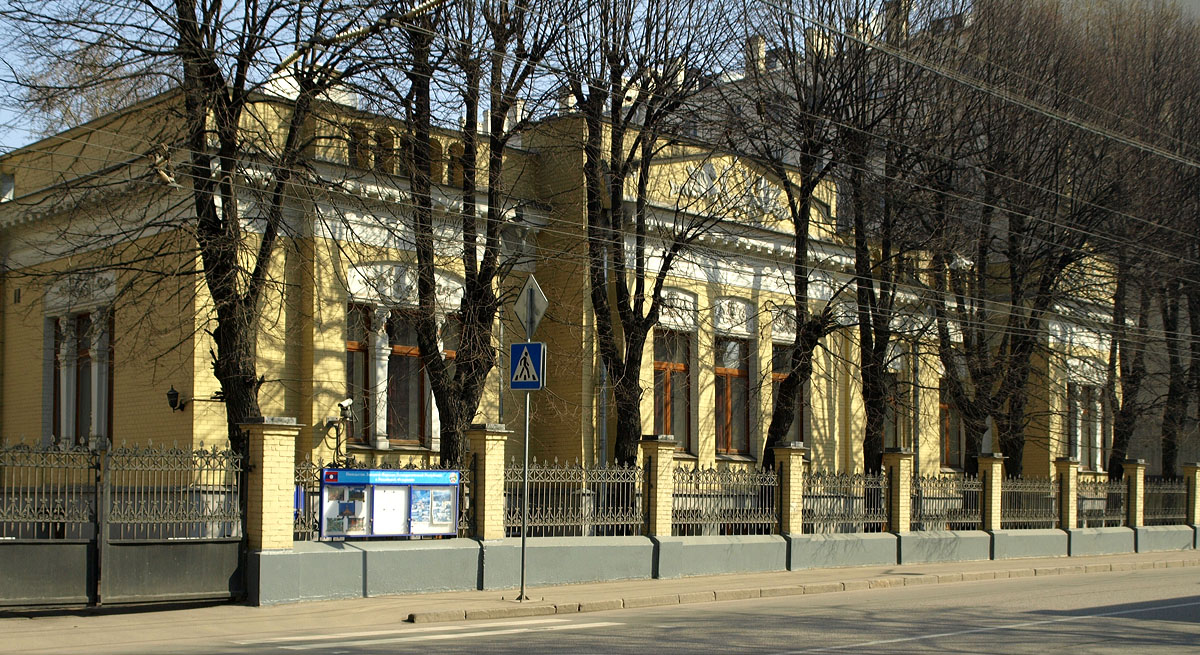
러시아 주재 라오스 대사관

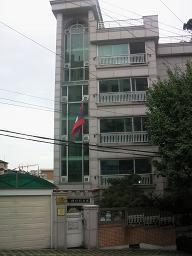
주한 라오스 대사관

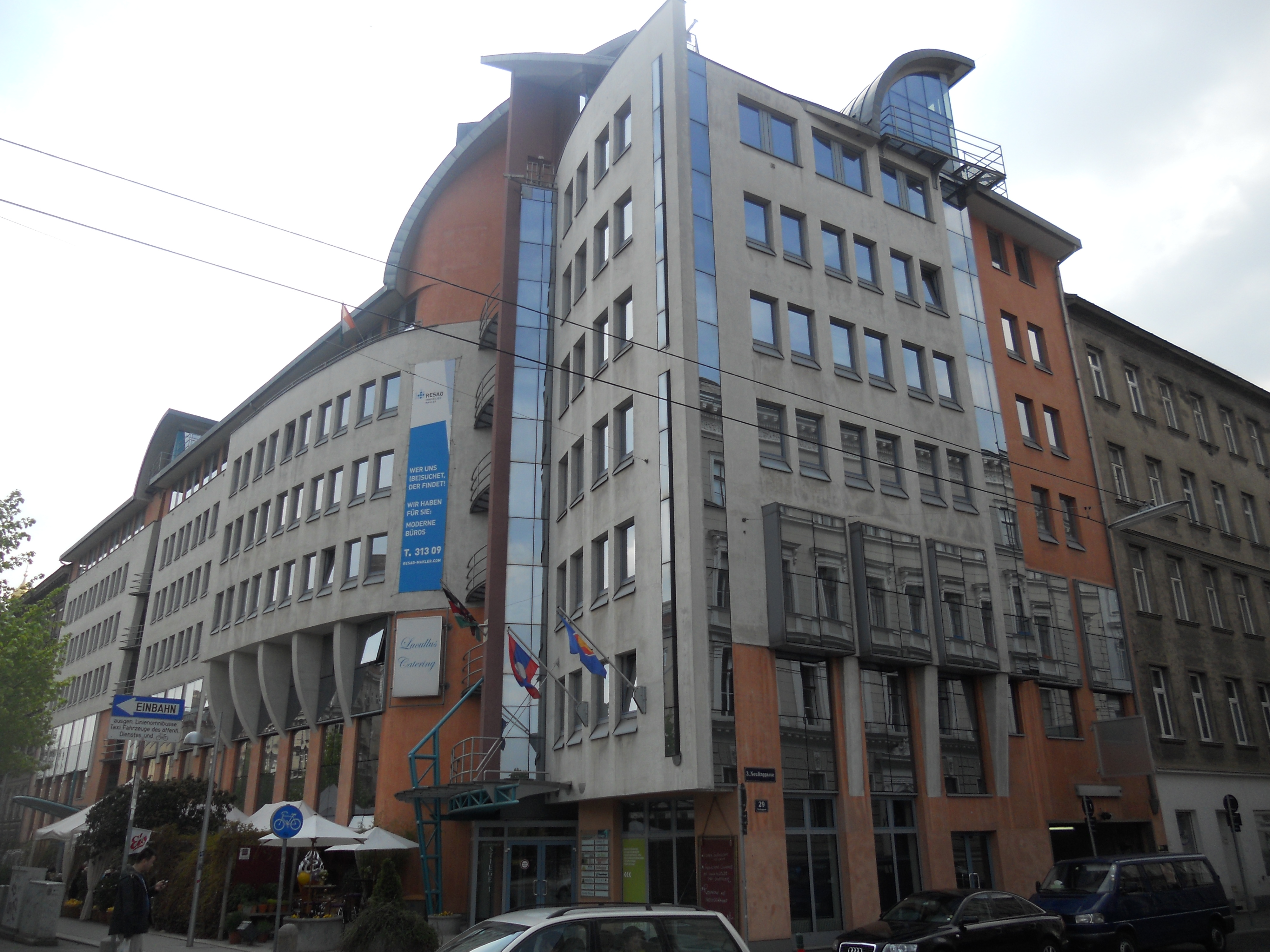
오스트리아 주재 라오스 대사관

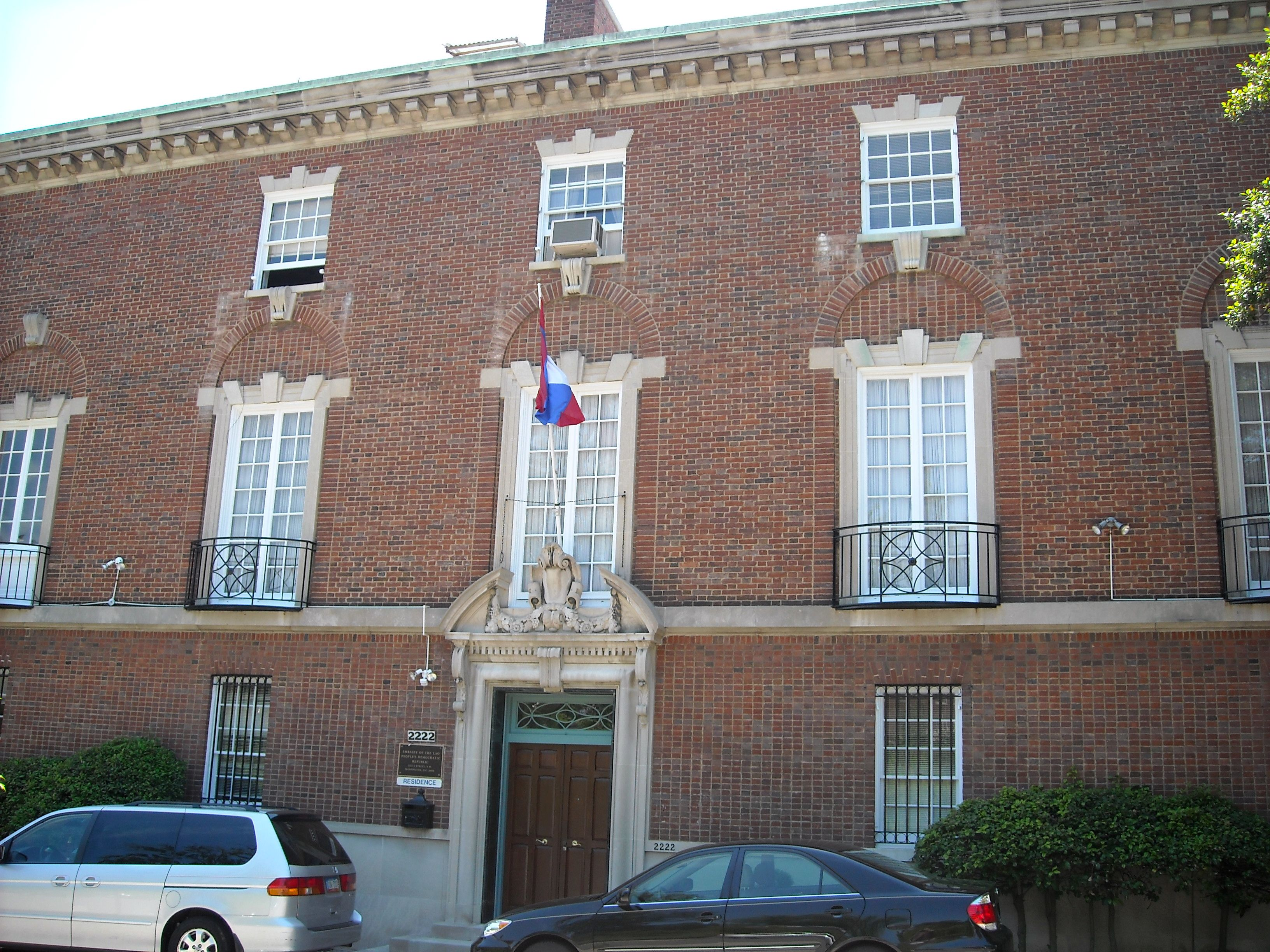
워싱턴 D.C.에 마련된 라오스 대사관

- 미국 : 워싱턴 D.C. (대사관)
- 쿠바 : 아바나 (대사관)

## 오세아니아
- 오스트레일리아 : 캔버라 (대사관)

## 유럽
- 오스트리아 : 빈 (대사관)
- 벨기에 : 브뤼셀 (대사관)
- 프랑스 : 파리 (대사관)
- 독일 : 베를린 (대사관)
- 스웨덴 : 스톡홀름 (대사관)
- 러시아 : 모스크바 (대사관)

## 아시아
- 브루나이 : 반다르스리브가완 (대사관)
- 캄보디아 : 프놈펜 (대사관)
- 중화인민공화국 : 다음과 같음
  - 베이징시 (대사관)
  - 홍콩 (총영사관)
  - 상하이시 (총영사관)
  - 광저우시 (총영사관)
  - 쿤밍시 (총영사관)
  - 난닝시 (총영사관)
  - 징훙시 (출장소)
- 인도 : 뉴델리 (대사관)
- 인도네시아 : 자카르타 (대사관)
- 일본 : 도쿄 (대사관)
- 조선민주주의인민공화국 : 평양직할시 (대사관)
- 대한민국 : 서울특별시 (대사관)
- 말레이시아 : 쿠알라룸푸르 (대사관)
- 몽골 : 울란바토르 (대사관)
- 미얀마 : 양곤 (대사관)
- 필리핀 : 마닐라 (대사관)
- 싱가포르 : 싱가포르 (대사관)
- 태국 : 방콕 (대사관), 콘깬 (총영사관)
- 베트남 : 하노이 (대사관), 다낭·호찌민시 (총영사관)

## 국제 기관 대표부
- UN 라오스 정부 대표부 : 뉴욕
- 동남아시아 국가 연합 라오스 정부 대표부 : 자카르타

## 같이 보기
- 라오스 주재 외국공관 목록
- 라오스 외교부